# 오식

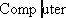

오식(誤植, misprint, typographical error)은 인쇄물 등에서 잘못된 글자를 인쇄한 것을 말한다. 오식 중에서 가장 흔한 것은 타자기 자판을 잘못 쳐서 나는 실수인 오타(誤打, typo)라고 부른다.
주로 빨리쳐서 나오거나, 타자에 서투른 사람이 타자기 자판을 보지 않고 치거나 타자기 자판에 손을 댄 채로 손바닥을 쓸어버려서 나오는 오식이 있으며, 입력 순서가 바뀌는 경우도 있다. 대한민국에서는 한영키가 반대로 작동하여 한글이 엉뚱한 로마자로 적히거나 로마자가 엉뚱한 한글로 적히는 경우도 있다.
인터넷 상에서는 의도적으로 오타를 낸 것처럼 글을 적는 농담도 있다.
팻 핑거(fat finger) 또는 팻 핑거 신드롬(fat-finger syndrome)은 입력할 때 원치 않은 부차적인 동작을 의미하는 속어이며, 금융권에서는 팻 핑거 오류(fat finger error)로 부른다.

## 같이 보기
- 리트
- 터치 타이핑
- 정오표
- 인적오류
- 맞춤법
- 타이포그래피